# Chedly El Okby (homme politique)
Ne pas confondre avec l'écrivain Chedly El Okby.
Chedly El Okby est un homme politique tunisien.

## Carrière
Il devient ingénieur en 1891 puis un caïd-gouverneur en poste au cap Bon et à Souk El Arba. Il préside par ailleurs l'association des habous.
Il succède à Khelil Bouhageb comme maire de Tunis et Cheikh El Médina en 1926 et exerce la fonction jusqu'en 1932,.

## Vie privée
Son aïeul, Mohamed Seghaier El Okby, est un proche collaborateur de l'émir Abd el-Kader qui lui confie le commandement du front oriental en Algérie.
Chedly El Okby épouse Henani, fille de Mohamed Ben Ammar, riche bourgeois tunisois et propriétaire terrien. Il est le père de l'avocat Moncef El Okby et le grand-père de l'écrivain Chedly El Okby.